# Lave Beck-Friis (jurist)
Lave Robert Beck-Friis (i riksdagen kallad Beck-Friis i Skövde), född 23 augusti 1857 i Jäder, död 19 juni 1931 i Skövde, var en svensk friherre, häradshövding och politiker (liberal). Han var son till riksdagsmannen greve Corfitz Augustin Beck-Friis, svärson till riksdagsmannen friherre Hjalmar Rudolf Gerard De Geer samt gift med friherrinnan Adriana De Geer af Finspång.
Lave Beck-Friis avlade hovrättsexamen 1882 och gjorde därefter karriär i domstolsväsendet, bland annat som häradshövding i Vadsbo södra domsaga 1898–1927. Åren 1904–1909 var han också ägare till godset Bosjökloster i Skåne. Han var ledamot i Skövde stadsfullmäktige 1908–1926 och var också fullmäktiges ordförande 1924–1926. I staden var han tillika ordförande i den liberala valmansföreningen.
Beck-Friis var riksdagsledamot 1911 i första kammaren för Skaraborgs läns valkrets och tillhörde frisinnade landsföreningens riksdagsgrupp liberala samlingspartiet. I riksdagen var han suppleant i lagutskottet och ledamot i 1911 års andra särskilda utskott.

## Utmärkelser
- Kommendör av Nordstjärneorden, 6 juni 1923.[4]
- Riddare av Nordstjärneorden, 1 december 1902.[4]

### Fotnoter
1. 1 2 3  Vem är det 1918, 1918, läs onlineläs online.[källa från Wikidata]
2. 1 2 3 4 5 6 7 8  Tvåkammar-riksdagen 1867–1970, 1985, Svenskt porträttarkiv: sj9PGLAlnmUAAAAAABgenQ, läst: 14 januari 2022.[källa från Wikidata]
3. ↑  Vem var det?, 1944, läs onlineläs online.[källa från Wikidata]
4. 1 2  ”Beck-Friis nr 104 - Adelsvapen-Wiki”. www.adelsvapen.com. https://www.adelsvapen.com/genealogi/Beck-Friis_nr_104. Läst 29 december 2017.